# Alfred von Schlieffen
El conde Alfred von Schlieffen (Berlín, 28 de febrero de 1833 - ibídem, 4 de enero de 1913) fue un militar alemán.

## Biografía
Hijo de un general alemán, entró en el Ejército en 1854, siendo destinado en 1863 al Estado Mayor. En 1866 participó en la batalla de Sadowa en calidad de capitán de Estado Mayor. En 1870 tomó parte en la Guerra franco-prusiana como comandante de Estado Mayor con el duque de Mecklemburgo.
Entre 1876 y 1884 estuvo destinado a la Guardia como comandante de los ulanos, pasando en 1884 a ser jefe de Departamento en el Alto Estado Mayor alemán.
En 1903 fue ascendido a general, miembro del Consejo Superior de Guerra.
Su principal preocupación fue cómo enfrentar una posible guerra en dos frentes contra Rusia y Francia. Así, en 1905 presentó su plan, el llamado Plan Schlieffen, que fue posteriormente aplicado por el ejército alemán en los primeros días de la Primera Guerra Mundial. Se trataba de atacar de forma rápida y decisiva a Francia por el norte. El plan implicaba la invasión de la neutral Bélgica, derrotando rápidamente a su enemigo occidental para poder lanzar todo el potencial militar alemán contra Rusia. Pese a sus éxitos iniciales, las tropas aliadas frenaron a los alemanes en la batalla del Marne.
En 1906 pasa a situación de retiro, siendo nombrado mariscal en 1911. Falleció en Berlín el 4 de enero de 1913, pocos meses antes de ver el desarrollo de su Plan.